# Балкан експрес 2
Балкан експрес 2 је југословенски филм из 1989. године. Режирали су га Предраг Антонијевић и Александар Ђорђевић, а сценарио је писао Гордан Михић.
Овај филм је наставак филма „Балкан експрес”, а упоредо са њим је снимљена и мини тв серија „Балкан експрес”.

## Радња
Група музичара оркестра "Балкан експрес" прве месеце рата проводи једино бринући о томе како да сачува живу главу. А онда, трагикомичном игром случаја, постају помагачи партизанске диверзије и хероји. После тога им једино преостаје да побегну у други крај земље, са гестаповцима за петама. Музичари се сакривају у "Салон Марлен", заборављајући да су јавне куће тог типа у ратним временима увек биле идеална места за шпијунажу. Уместо мира и спокоја, упадају у вртлог нових трагикомичних компликација.

## Епизоде
| Сезона | Епизода | Назив | Датум              |
| ------ | ------- | ----- | ------------------ |
| 1      | 1       | /     | 15. октобра 1989.  |
| 1      | 2       | /     | 22. октобра 1989.  |
| 1      | 3       | /     | 29. октобра 1989.  |
| 1      | 4       | /     | 5. новембра 1989.  |
| 1      | 5       | /     | 12. новембра 1989. |
| 1      | 6       | /     | 19. новембра 1989. |
| 1      | 7       | /     | 26. новембра 1989. |
| 1      | 8       | /     | 3. децембра 1989.  |
| 1      | 9       | /     | 10. децембра 1989. |
| 1      | 10      | /     | 17. децембра 1989. |

## Улоге
| Глумац                   | Улога                        |
| ------------------------ | ---------------------------- |
| Бора Тодоровић           | Пик (10 еп. 1989)            |
| Велимир Бата Живојиновић | Стојко (10 еп. 1989)         |
| Александар Берчек        | Попај (10 еп. 1989)          |
| Оливера Марковић         | Тетка (10 еп. 1989)          |
| Аница Добра              | Лили (10 еп. 1989)           |
| Бранко Цвејић            | Коста (10 еп. 1989)          |
| Радко Полич              | Кaпeтaн Дитрих (10 еп. 1989) |

 Остале улоге ▼
| Глумац                     | Улога                              |
| -------------------------- | ---------------------------------- |
| Горан Букилић              | Агент (9 еп. 1989)                 |
| Ена Беговић                | Данка (8 еп. 1989)                 |
| Добрила Илић               | Проститутка (8 еп. 1989)           |
| Александра Петковић        | Проститутка (8 еп. 1989)           |
| Војислав Воја Брајовић     | Мајор Гестапоа Лангер (7 еп. 1989) |
| Ненад Цигановић            | Шенкер (7 еп. 1989)                |
| Богдан Диклић              | Ернест (7 еп. 1989)                |
| Миодраг Радовановић        | Командант Либек (7 еп. 1989)       |
| Рас Растодер               | Конобар (7 еп. 1989)               |
| Мида Стевановић            | Немачки наредник (7 еп. 1989)      |
| Соња Јосић                 | Либекова секретарица (6 еп. 1989)  |
| Ванеса Ојданић             | Проститутка (6 еп. 1989)           |
| Миленко Павлов             | Наредник (6 еп. 1989)              |
| Данило Бата Стојковић      | Мида Баба (6 еп. 1989)             |
| Милан Штрљић               | Бошко (6 еп. 1989)                 |
| Оливера Викторовић         | Проститутка (6 еп. 1989)           |
| Петар Божовић              | Божић (5 еп. 1989)                 |
| Милутин Бутковић           | Сладолеџија Обрен (5 еп. 1989)     |
| Боро Стјепановић           | Пољски цариник (5 еп. 1989)        |
| Тихомир Арсић              | Буда Баба (4 еп. 1989)             |
| Драгомир Чумић             | Агент (4 еп. 1989)                 |
| Ненад Ненадовић            | Млади Немац (4 еп. 1989)           |
| Гојко Балетић              | Бубњар (3 еп. 1989)                |
| Мира Бањац                 | Мира Баба (3 еп. 1989)             |
| Вања Ејдус                 | Лeа (3 еп. 1989)                   |
| Звонко Јовчић              | Немац (3 еп. 1989)                 |
| Ерол Кадић                 | Гестаповац (3 еп. 1989)            |
| Иван Клеменц               | Гестаповац (3 еп. 1989)            |
| Живојин Жика Миленковић    | Дрaгојe Рајчевић (3 еп. 1989)      |
| Драгољуб Милосављевић Гула | Добошар (3 еп. 1989)               |
| Мило Мирановић             | Агент Качаревић (3 еп. 1989)       |
| Михајло Бата Паскаљевић    | Јоаким (3 еп. 1989)                |
| Жижа Стојановић            | Игуманија Меланија (3 еп. 1989)    |
| Мија Алексић               | Конте де Миросављевић (2 еп. 1989) |
| Нада Блам                  | Рускиња (2 еп. 1989)               |
| Синиша Ћопић               | Герд (2 еп. 1989)                  |
| Стеван Гардиновачки        | Капетан Шолер (2 еп. 1989)         |
| Душан Јанићијевић          | Железничар (2 еп. 1989)            |
| Милутин Јевђенијевић       | Миша Пиша (2 еп. 1989)             |
| Александар Матић           | (2 еп. 1989)                       |
| Предраг Милетић            | Немац (2 еп. 1989)                 |
| Слободан Бода Нинковић     | Пецарош (2 еп. 1989)               |
| Драган Оцокољић            | Крaјскомaндaнт (2 еп. 1989)        |
| Драгомир Пешић             | Лутер (2 еп. 1989)                 |
| Горан Султановић           | Немачки официр (2 еп. 1989)        |
| Ратко Танкосић             | Кeлнeр (2 еп. 1989)                |
| Милош Жутић                | Мајор Јоханeс Дерлинг (2 еп. 1989) |
| Татјана Бељакова           | Благајница (1 еп. 1989)            |
| Новак Билбија              | Немац (1 еп. 1989)                 |
| Љиљана Цинцар Даниловић    | Музичарка (1 еп. 1989)             |
| Љубомир Ћипранић           | Шумар (1 еп. 1989)                 |
| Горан Даничић              | Немачки стражар (1 еп. 1989)       |
| Милан Ерак                 | Макса (1 еп. 1989)                 |
| Капиталина Ерић            | (1 еп. 1989)                       |
| Рахела Ферари              | Костина мајка (1 еп. 1989)         |
| Душан Голумбовски          | Шеф (1 еп. 1989)                   |
| Александар Хрњаковић       | Ташко (1 еп. 1989)                 |
| Богдан Јакуш               | Доушник (1 еп. 1989)               |
| Бранислав Цига Јеринић     | Хоџа (1 еп. 1989)                  |
| Иван Јонаш                 | (1 еп. 1989)                       |
| Драган Јовановић           | Немац (1 еп. 1989)                 |
| Владислав Каћански         | Комуниста (1 еп. 1989)             |
| Ранко Ковачевић            | Сладолеџија (1 еп. 1989)           |
| Богдан Кузмановић          | Путник (1 еп. 1989)                |
| Татјана Лукјанова          | госпођа (1 еп. 1989)               |
| Дејан Матић                | Младић (1 еп. 1989)                |
| Милутин Мићовић            | Пуковник (1 еп. 1989)              |
| Богдан Михаиловић          | Пуковник Марковић (1 еп. 1989)     |
| Ратко Милетић              | (1 еп. 1989)                       |
| Предраг Милинковић         | Виолиниста (1 еп. 1989)            |
| Зоран Миљковић             | Немачки поручник (1 еп. 1989)      |
| Младен Недељковић          | Конобар Трајче (1 еп. 1989)        |
| Тихомир Плескоњић          | Конобар (1 еп. 1989)               |
| Миодраг Поповић Деба       | Кафеџија (1 еп. 1989)              |
| Радисав Радојковић         | (1 еп. 1989)                       |
| Стеван Шалајић             | Лилин отац (1 еп. 1989)            |
| Ратко Сарић                | Видар (1 еп. 1989)                 |
| Антонио Дe Силва           | Џими                               |
| Владан Савић               | (1 еп. 1989)                       |
| Славко Симић               | Солунац (1 еп. 1989)               |
| Миле Станковић             | Илегалац (1 еп. 1989)              |
| Драгомир Станојевић        | Немачки официр (1 еп. 1989)        |
| Боривоје Стојановић        | (1 еп. 1989)                       |
| Душан Тадић                | (1 еп. 1989)                       |
| Растко Тадић               | Костицин брат (1 еп. 1989)         |
| Јосиф Татић                | Поп (1 еп. 1989)                   |
| Миливоје Мића Томић        | Доктор (1 еп. 1989)                |
| Танасије Узуновић          | Пуковник Реснер (1 еп. 1989)       |
| Миња Војводић              | Немачки официр (1 еп. 1989)        |
| Радмила Живковић           | Удовица Ковиљка (1 еп. 1989)       |
| Предраг Живковић Тозовац   | Певач (1 еп. 1989)                 |
| Неда Осмокровић            | Проститутка                        |

Комплетна ТВ екипа ▼
| Редитељ                   | Предраг Антонијевић      | (10 еп. 1989)                             |
| Редитељ                   | Александар Ђорђевић      | (10 еп. 1989)                             |
| Редитељ                   | Милош Радовић            | (10 еп. 1989)                             |
| Сценариста                | Гордан Михић             | (10 еп. 1989)                             |
| Продуцент                 | Ненад Романо             | продуцент (10 еп. 1989)                   |
| Продуцент                 | Бојан Маљевић            | продуцент (непознат број епизода)         |
| Продуцент                 | Миодраг Маринковић       | продуцент (непознат број епизода)         |
| Продуцент                 | Јован Марковић           | продуцент (непознат број епизода)         |
| Продуцент                 | Војислав Миленковић      | продуцент (непознат број епизода)         |
| Продуцент                 | Зоран Славић             | продуцент (непознат број епизода)         |
| Продуцент                 | Божидар Вујошевић        | извршни продуцент (непознат број епизода) |
| Композитор                | Зоран Симјановић         | (10 еп. 1989)                             |
| Директор фотографије      | Александар Петковић      | (10 еп. 1989)                             |
| Директор фотографије      | Милан Спасић             | (10 еп. 1989)                             |
| Директор фотографије      | Братислав Грбић          | (непознат број епизода)                   |
| Монтажер                  | Љиљана Лана Вукобратовић | (10 еп. 1989)                             |
| Монтажер                  | Радмила Николић          | (непознат број епизода)                   |
| Сценограф                 | Миодраг Николић          | (10 еп. 1989)                             |
| Уметнички директор        | Слободан Грујић          | (непознат број епизода)                   |
| Уметнички директор        | Милан Тодоровић          | (непознат број епизода)                   |
| Уметнички директор        | Горан Живковић           | (непознат број епизода)                   |
| Декоратер сцене           | Милош Павловић           | (непознат број епизода)                   |
| Костимограф               | Хајдана Булајић          | (10 еп. 1989)                             |
| Одсек за шминку           | Љиљана Анђелковић        | фризер (10 еп. 1989)                      |
| Одсек за шминку           | Смиља Ристић             | шминкер (10 еп. 1989)                     |
| Одсек за шминку           | Ратко Ристић             | шминкер (непознат број епизода)           |
| Помоћник режије           | Ратиборка Ћерамилац      | помоћник редитеља (10 еп. 1989)           |
| Помоћник режије           | Слободан Дедеић          | помоћник редитеља (10 еп. 1989)           |
| Уметнички одсек           | Гицо Стратиев            | сценски реквизитер (10 еп. 1989)          |
| Одсек за звук             | Светолик Зајц            | тонска обрада (10 еп. 1989)               |
| Одсек за звук             | Бојан Ковачевић          | тонски сарадник (непознат број епизода)   |
| Одсек за звук             | Урош Ковачевић           | тонски сарадник (непознат број епизода)   |
| Специјални ефекти         | Милош Вуковић            | специјални ефекти (непознат број епизода) |
| Одсек за камеру и расвету | Миодраг Арсић            | шарфер (10 еп. 1989)                      |
| Одсек за камеру и расвету | Милорад Мијатовић        | шарфер (10 еп. 1989)                      |
| Одсек за камеру и расвету | Живорад Нешић            | шарфер (10 еп. 1989)                      |
| Одсек за камеру и расвету | Здравко Симојловић       | вођа расвете (10 еп. 1989)                |
| Одсек за монтажу          | Вера Јоцић               | асистент монтажера (10 еп. 1989)          |
| Остала екипа              | Радмила Јованчићевић     | секретар режије (10 еп. 1989)             |
| Остала екипа              | Милана Карановић         | секретар режије (10 еп. 1989)             |